# Distretto di Jangamo
Il distretto di Jangamo è un distretto del Mozambico, facente parte della Provincia di Inhambane.

## Suddivisioni amministrative
Il distretto è suddiviso in due sottodistretti amministrativi (posti amministrativi):
- Jangamo
- Cumbana